# Pumareña
Pumareña es una localidad del municipio de Cillorigo de Liébana, en la comarca de Liébana (Cantabria, España). Se encuentra a 440 m s. n. m. y dista 3,5 kilómetros de Tama, la capital municipal. Tiene 38 habitantes (INE, 2016). Este barrio pertenece al «Concejo de Bedoya», integrado por varios pueblos situados en el Valle de Bedoya, uno lateral respecto al de Cillorigo, en la vertiente occidental de Peña Sagra. De su patrimonio arquitectónico destaca la ermita de San Miguel y un humilladero. Pasa por Pumareña el sendero de Pequeño Recorrido PR-S.4 o «Camino de Pasanéu», que desde Lafuente (Lamasón), pasa por el Collado de Pasanéu, baja a este Valle de Bedoya, recorriendo San Pedro, Esanos, Pumareña, Trillayo, Castro-Cillorigo, Potes y llega al Monasterio de Santo Toribio de Liébana.
- Datos: Q6092784